# (768325) 2015 BP519
2015 BP519, apelidado de Caju, é um objeto transnetuniano localizado em uma órbita altamente excêntrica e inclinada na região mais externa do Sistema Solar. Foi observado pela primeira vez em 27 de novembro de 2014, por astrônomos do Dark Energy Survey, usando o instrumento DECam do Telescópio Victor M. Blanco no Observatório Interamericano de Cerro Tololo, no Chile.
Seu diâmetro estimado está entre 400 e 700 quilômetros, tornando-o em um potencial planeta anão.
O objeto orbita o Sol à distância de 35,1 a 824,6 unidades astronômicas (UA) a cada 8.912 anos e 1 mês (semieixo maior de 430 UA). Sua órbita tem uma excentricidade excepcionalmente alta de 0,92 e uma inclinação de 54° em relação à eclíptica. É um dos mais de uma dúzia de objetos transnetunianos extremos com periélio maior que 30 UA e um semimaior eixo maior que 250 UA, indicativo do hipotético Planeta Nove.